# Gert Wünsche
Gert Wünsche (* 19. Februar 1941) ist ein ehemaliger deutscher Fußballspieler.

## Karriere
Wünsche kam 1964 vom TuS Gerresheim zu Fortuna Düsseldorf, ab 1965 stand er im Regionalligateam. In der Saison 1966/67 gehörte er neben Spielern wie Hans-Josef Hellingrath, Klaus Beckfeld und Hilmar Hoffer dem Team von Trainer Kuno Klötzer an, das sich die Meisterschaft sicherte. Mit fünf Punkten Vorsprung verwies man Rot-Weiss Essen auf Platz zwei. Wünsche bestritt in dieser Saison 33 Spiele für die Fortuna. In der anschließenden Aufstiegsrunde setzen sich beide Westclubs durch. Wünsche kam in allen sechs Relegationsspielen zum Einsatz. In der anschließenden Bundesligasaison absolvierte der Abwehrspieler 22 Spiele. Die Fortuna stieg ab und Wünsche blieb bis 1969 in Düsseldorf. In dieser Zeit kam er noch zu 32 Regionalligaeinsätzen für die Düsseldorfer.